# Endgame (альбом Megadeth)
Endgame (укр. Ендгейм) — дванадцятий студійний альбом хеві-метал гурту Megadeth. Перший альбом гурту з гітаристом Крісом Бродеріком і останній з бас-гітаристом Джеймсом ЛоМенцо, який пішов з гурту, і потім повернувся у 2021 році. Джеймса ЛоМенцо замінив оригінальний басист Девід Еллефсон, який приєднався до гурту через декілька місяців після виходу альбому.

## Запис

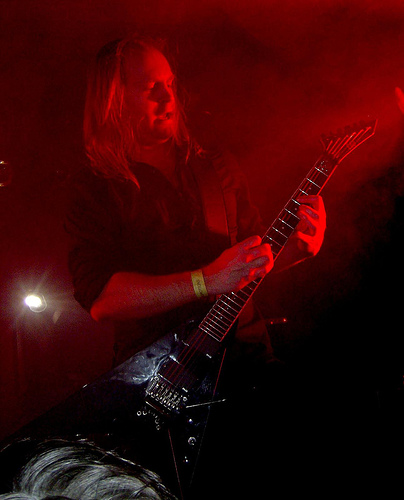
Енді Сніп під час виступу в грудні 2007 року.

Альбом продюсував Енді Сніп, який також продюсував попередній альбом Megadeth United Abominations.
27 травня 2009 року, Дейв Мастейн підтвердив 12 пісень, що були завершені й нині вони зводяться та мастерингуються для запису. Перший анонс альбому Endgame являв собою шестихвилинне відео за участі англійського продюсера гурту Енді Сніпа, що описує процес мікшування нового треку «Head Crusher» у своїй студії в Дербіширі. У цьому відео Сніп говорить: «Це, безумовно, старий-добрий Megadeth — якраз те, що мені подобається». Endgame був записаний у власній студії гурту, з легкої руки названої «Vic's Garage» (укр. Гараж Віка), в Сан-Маркосі, Каліфорнія, США. Список пісень спочатку показали 2 липня 2009 року, хоча кілька назв треків були згодом скорочені для остаточного релізу.
Дейв Мастейн сказав: "Це швидко, це важко, тут і співи, і крик, і просто бесіда (може бути навіть і не спів — послухайте пісню «Captive Honour»), соло просто божевільні.

### Назва
10 вересня, у випуску шоу Алекса Джонса, Джонс припустив, що назва та обкладинка альбому «Endgame» були навіяні однойменним фільмом, сценаристом та режисером якого є він сам. Джонс заявив, що він відправив Мастейн копію фільму, після того як він з'явився на його радіопрограмі 2008 року. Пізніше, Дейв Мастейн підтвердив це.

## Реліз та просування
Megadeth почали гастролі в листопаді 2009 року в підтримку альбому в Гранд Рапідс, штат Мічиган, і закінчили 13 грудня, у Лас-Вегасі, штат Невада. В турі також брали участь гурти Machine Head, Suicide Silence, Warbringer і Arcanium. У січні 2010 року Megadeth мали намір виступити в турі «American Carnage» разом з Slayer і Testament, двома з найбільш численних гуртів сцени треш і хеві-металу. Тур, як планували, мав початися 18 січня, але зрештою був відкладений до літа через операцію на хребті Тома Арайа.

## Список композицій
Автор музики і слів Дейв Мастейн, якщо не зазначено інше. 
| #     | Назва                                                  | Автор                  | Тривалість |
| ----- | ------------------------------------------------------ | ---------------------- | ---------- |
| 1.    | «Dialectic Chaos» (Інструментальна)                    |                        | 2:26       |
| 2.    | «This Day We Fight!»                                   |                        | 3:27       |
| 3.    | «44 Minutes»                                           |                        | 4:37       |
| 4.    | «1,320'»                                               |                        | 3:50       |
| 5.    | «Bite the Hand»                                        |                        | 4:01       |
| 6.    | «Bodies»                                               |                        | 3:34       |
| 7.    | «Endgame»                                              |                        | 5:57       |
| 8.    | «The Hardest Part of Letting Go... Sealed With a Kiss» | Мастейн, Кріс Бродерік | 4:42       |
| 9.    | «Head Crusher»                                         | Мастейн, Шон Дровер    | 3:26       |
| 10.   | «How the Story Ends»                                   |                        | 4:29       |
| 11.   | «The Right to Go Insane»                               |                        | 4:18       |
| 44:42 |                                                        |                        |            |

## Чарти

### Альбоми
| Чарт                     | Позиція |
| ------------------------ | ------- |
| Billboard 200            | 9       |
| Top Rock Albums          | 2       |
| Top Digital Albums       | 10      |
| Top Hard Rock Albums     | 1       |
| UK Albums Chart          | 24      |
| Australian Albums Chart  | 11      |
| Austrian Albums Chart    | 22      |
| Canadian Albums Chart    | 4       |
| Finnish Albums Chart     | 7       |
| German Albums Chart      | 21      |
| Ireland Albums Chart     | 27      |
| Italian Albums Chart     | 26      |
| New Zealand Albums Chart | 17      |
| Norway Albums Chart      | 15      |
| Poland Albums Chart      | 19      |
| Switzerland Albums Chart | 32      |
| Swedish Albums Chart     | 17      |

## Учасники запису
| Megadeth - Дейв Мастейн — вокал, соло, ритм і акустична гітари, фортепіано - Кріс Бродерік — соло, ритм і акустична гітари - Джеймс Ломенцо — бас - Шон Дровер — ударні | Сесійні музиканти - Кріс Кленсі — бек-вокал - Кріс Родрігез — бек-вокал - Марк Н'юбі-Робсон — клавішні в «The Hardest Part of Letting Go… Sealed with a Kiss» | Продукція - Продюсер — Енді Сніп і Дейв Мастейн - Звукорежисер, зведення, і мастерінг — Енді Сніп - Додатковий запис — Дейв Мастейн |